# Hněvošice
Hněvošice (in polacco Gniewoszyce, in tedesco Schreibersdorf) è un comune della Repubblica Ceca facente parte del distretto di Opava, nella regione della Moravia-Slesia.